# Rathaus Treuenbrietzen

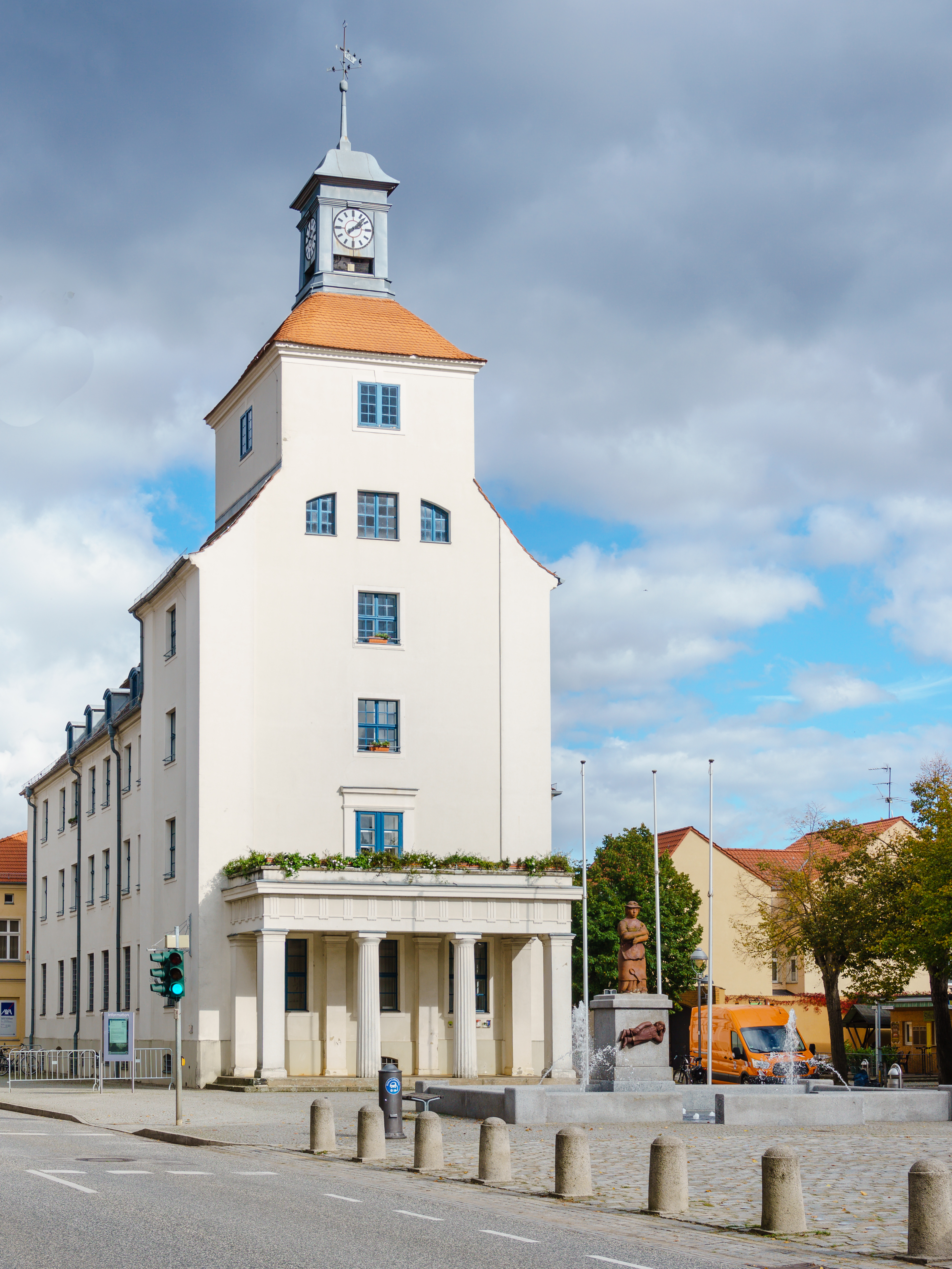
Rathaus Treuenbrietzen

Das Rathaus Treuenbrietzen steht in Treuenbrietzen, einer Kleinstadt im Landkreis Potsdam-Mittelmark des Landes Brandenburg.

## Beschreibung
Das im Kern 1735–38 gebaute Rathaus, ein Gebäude aus drei Geschossen und sieben Fensterachsen, das mit einem Satteldach bedeckt ist, wurde mehrfach verändert. Es wurde 1936 eingreifend durch einen Anbau im Südosten erweitert. Vor der Schmalseite im Südwesten wurde ein sechsgeschossiger Fassadenturm errichtet, dessen Haube in Form eines Pyramidenstumpfes mit einer Laterne bekrönt ist, die die Turmuhr beherbergt.